# Kollateral (medicin)
Kollateraler kallar man de blodkärl som tas i anspråk för att säkerställa blodförsörjningen till ett organ, när dettas huvudkärl blivit avstängt av t. ex. en blodpropp.